# Carl Hellemann
Carl Hellemann (ur. 17 września 1884 w Kopenhadze, zm. w XX wieku) – duński kolarz torowy, brązowy medalista mistrzostw świata.

## Kariera
Największy sukces w karierze Carl Hellemann osiągnął w 1903 roku, kiedy zdobył brązowy medal w sprincie indywidualnym amatorów podczas mistrzostw świata w Kopenhadze. W zawodach tych wyprzedzili go jedynie dwaj Brytyjczycy: Arthur Reed oraz James Benyon. Był to jedyny medal wywalczony przez Hellemanna na międzynarodowej imprezie tej rangi. Ponadto w 1902 roku zdobył złoty medal torowych mistrzostw Danii w tej samej konkurencji. Nigdy nie wystąpił na igrzyskach olimpijskich.